# Upton Park (stanice metra v Londýně)
Upton Park je stanice metra v Londýně, otevřená v září roku 1877. Roku 1903 byla staniční budova zbořena a postavena nová. Autobusové spojení zajišťují linky 58, 104, 238, 330 a 376. Stanice se nachází v přepravní zóně 3 a leží na dvou linkách:
- Hammersmith & City Line a District Line mezi stanicemi Plaistow a East Ham.

| Rok  | Počet cestujících |
| ---- | ----------------- |
| 2011 | 11,01 mil         |
| 2012 | 10,30 mil         |
| 2013 | 10,48 mil         |
| 2014 | 11,41 mil         |